# Associazione Calcio Bellinzona 2010-2011
Questa voce raccoglie le informazioni riguardanti l'Associazione Calcio Bellinzona nelle competizioni ufficiali della stagione 2010-2011.

## Stagione
Nella stagione 2010-2011 il Bellinzona, allenato da Roberto Morinini, Carlo Tebi e Martin Andermatt, concluse il campionato di Super League al 9º posto e fu retrocesso in Challenge League dopo aver perso lo spareggio con il Servette. In Coppa Svizzera il Bellinzona fu eliminato agli ottavi di finale dal Neuchâtel Xamax.

## Rosa
| N. |                           | Ruolo | Calciatore              |
| -- | ------------------------- | ----- | ----------------------- |
| 1  | Italia (bandiera)         | P     | Matteo Gritti           |
| 2  | Italia (bandiera)         | D     | Aimo Diana              |
| 3  | Francia (bandiera)        | C     | Hemza Mihoubi           |
| 4  | Svizzera (bandiera)       | D     | Siqueira Barras         |
| 5  | Svizzera (bandiera)       | D     | Alessandro Mangiarratti |
| 6  | Svizzera (bandiera)       | D     | Jérôme Thiesson         |
| 7  | Italia (bandiera)         | D     | Angelo Raso             |
| 8  | Svizzera (bandiera)       | C     | Gürkan Sermeter         |
| 10 | Italia (bandiera)         | C     | Andrea Conti            |
| 11 | Costa d'Avorio (bandiera) | A     | Axel Konan              |
| 12 | Croazia (bandiera)        | P     | David Sugar             |
| 13 | Finlandia (bandiera)      | C     | Ville Taulo             |
| 14 | Svizzera (bandiera)       | C     | Dragan Mihajlović       |
| 15 | Svizzera (bandiera)       | C     | Branko Banković         |

| N. |                               | Ruolo | Calciatore            |
| -- | ----------------------------- | ----- | --------------------- |
| 16 | Svizzera (bandiera)           | A     | Mauro Lustrinelli     |
| 17 | Finlandia (bandiera)          | C     | Sakari Mattila        |
| 20 | Nigeria (bandiera)            | C     | Adewale Wahab         |
| 21 | Venezuela (bandiera)          | C     | Frank Feltscher       |
| 22 | Svizzera (bandiera)           | C     | Manuel Rivera         |
| 23 | Ghana (bandiera)              | C     | Mark Edusei           |
| 24 | Mali (bandiera)               | C     | Drissa Diarra         |
| 25 | Italia (bandiera)             | D     | Iacopo La Rocca       |
| 26 | Andorra (bandiera)            | D     | Ildefons Lima         |
| 27 | Rep. Ceca (bandiera)          | D     | Pavel Pergl           |
| 29 | Senegal (bandiera)            | A     | Camara Mamadou Djiami |
| 30 | Italia (bandiera)             | P     | Carlo Zotti           |
| 32 | Svizzera (bandiera)           | A     | Alessandro Ciarrocchi |
|    | Macedonia del Nord (bandiera) | D     | Dino Najdoski         |

## Organigramma societario
Area tecnica
- Allenatore: Martin Andermatt
- Allenatore in seconda: Giovanni Ardemagni
- Preparatore dei portieri:
- Preparatori atletici:

## Calciomercato

### Sessione estiva
| Acquisti | Acquisti          | Acquisti         | Acquisti |
| R.       | Nome              | da               | Modalità |
| -------- | ----------------- | ---------------- | -------- |
| C        | Emanuele Di Zenzo | Mendrisio        |          |
| A        | Gaspar            | Losanna          |          |
| A        | Mauro Lustrinelli | Young Boys       |          |
| C        | Sakari Mattila    | Ascoli           |          |
| C        | Dragan Mihajlović | Parma U19        |          |
| D        | Dino Najdoski     | Vardar           |          |
| D        | Pavel Pergl       | Hapoel Ramat Gan |          |

| Cessioni | Cessioni       | Cessioni | Cessioni |
| R.       | Nome           | a        | Modalità |
| -------- | -------------- | -------- | -------- |
| D        | Paolo Carbone  | Savona   |          |
| C        | Aimo Diana     | Torino   |          |
| D        | Igor Đurić     | Kriens   |          |
| C        | Yacine Hima    | Eupen    |          |
| A        | Ikechukwu Kalu | Chiasso  |          |
| C        | Pajtim Kasami  | Palermo  |          |
| C        | Genc Mehmeti   | Kriens   |          |
| A        | Igor Mijatovic | Locarno  |          |

### Sessione invernale
| Acquisti | Acquisti    | Acquisti | Acquisti |
| R.       | Nome        | da       | Modalità |
| -------- | ----------- | -------- | -------- |
| C        | Ville Taulo | Taranto  |          |

| Cessioni | Cessioni      | Cessioni  | Cessioni |
| R.       | Nome          | a         | Modalità |
| -------- | ------------- | --------- | -------- |
| A        | Gaspar        | Chiasso   |          |
| D        | Dino Najdoski | Biaschesi |          |

## Risultati

### Super League

#### Prima fase, girone di andata
| Arbitro: | Bieri |

|  |           |                         |
|  | Marcatori | 77’ Bühler 81’ Prijović |

| Arbitro: | Graf |

|                                    |           |                                   |
| Frei 34’, 62’ (rig.) Muntwiler 85’ | Marcatori | 27’ (rig.) Lustrinelli 44’ Diarra |

| Arbitro: | Laperrière |

|                              |           |            |
| Lustrinelli 6’ Feltscher 40’ | Marcatori | 83’ Mayuka |

| Arbitro: | Wermelinger |

|                 |           |  |
| Lustrinelli 52’ | Marcatori |  |

| Arbitro: | Graf |

|                                     |           |                            |
| Mangiarratti 26’ (aut.) Zouaghi 70’ | Marcatori | 30’ (aut.) Koch 80’ Diarra |

| Arbitro: | Grossen |

|            |           |                    |
| Niasse 53’ | Marcatori | 1’ Diarra 81’ Raso |

| Arbitro: | Hänni |

|               |           |                         |
| Mihajlović 4’ | Marcatori | 10’ (aut.) Mangiarratti |

| Arbitro: | Circhetta |

|                                                            |           |                      |
| Paiva 20’, 62’ Ferreira 40’ Yakın 59’ Puljić 87’ Pacar 90’ | Marcatori | 66’, 70’ Lustrinelli |

| Arbitro: | Studer |

|                            |           |                        |
| Feltscher 72’ Sermeter 90’ | Marcatori | 41’ Matić 68’ Scarione |

#### Prima fase, girone di ritorno
| Arbitro: | Klossner |

|          |           |              |
| Mrđa 55’ | Marcatori | 75’ Sermeter |

| Arbitro: | Carrell |

|            |           |                                        |
| Edusei 48’ | Marcatori | 30’ Frick 75’ (aut.) Pergl 90’ Calabro |

| Arbitro: | Laperrière |

|           |           |             |
| Lulić 33’ | Marcatori | 42’ Mattila |

| Arbitro: | Grossen |

|                                     |           |               |
| Chipperfield 30’, 54’ Almerares 41’ | Marcatori | 61’ Feltscher |

| Arbitro: | Bieri |

|                 |           |                   |
| Lustrinelli 78’ | Marcatori | 57’, 64’ Chermiti |

| Arbitro: | Circhetta |

|                                                 |           |                                 |
| Lustrinelli 63’ (rig.) Diarra 66’ Feltscher 82’ | Marcatori | 26’ Tréand 43’ Omar 48’ Nuzzolo |

| Arbitro: | Graf |

|                           |           |                                                 |
| Paulinho 72’ Pavlović 83’ | Marcatori | 26’ Ciarrocchi 37’ (aut.) Paulinho 62’ Sermeter |

| Arbitro: | Zimmermann |

|  |           |                                      |
|  | Marcatori | 51’ Yakın 59’ Gygax 84’ Lustenberger |

| Thun 11 dicembre 2010, ore 17:45 CET 18ª giornata | Thun  | 0 – 0 referto | Bellinzona | Lachenstadion (3 000 spett.)\| Arbitro: \| Hänni \| |
| Arbitro:                                          | Hänni |               |            |                                                     |

#### Seconda fase, girone di andata
| Arbitro: | Gremaud |

|           |           |                                                            |
| Conti 39’ | Marcatori | 18’, 47’ Bienvenu 58’ Lulić 80’ Mayuka 90’ (aut.) Thiesson |

| Arbitro: | Bieri |

|          |           |  |
| Mrđa 63’ | Marcatori |  |

| Arbitro: | Laperrière |

|                             |           |  |
| Lustrinelli 31’ Mihoubi 68’ | Marcatori |  |

| Arbitro: | Jaccottet |

|                                                               |           |  |
| Hassli 2’, 55’ (rig.) Schönbächler 13’ Chermiti 50’ Đurić 69’ | Marcatori |  |

| Arbitro: | Bieri |

|               |           |                                |
| Almerares 58’ | Marcatori | 26’ Lustrinelli 90’ Mihajlović |

| Arbitro: | Graf |

|  |           |                                      |
|  | Marcatori | 9’ Shaqiri 21’ Zoua 55’, 63’ Stocker |

| Arbitro: | Laperrière |

|           |           |  |
| Nushi 76’ | Marcatori |  |

| Arbitro: | Zimmermann |

|                        |           |                              |
| Rennella 50’ Callà 52’ | Marcatori | 32’ Thiesson 34’ Lustrinelli |

| Arbitro: | Bieri |

|                 |           |                  |
| Lustrinelli 54’ | Marcatori | 30’ (rig.) Matić |

#### Seconda fase, girone di ritorno
| Arbitro: | Gremaud |

|                                        |           |  |
| Jemal 23’ Farnerud 33’, 56’ Mayuka 64’ | Marcatori |  |

| Arbitro: | Wermelinger |

|                          |           |                       |
| Lustrinelli 5’ Konan 24’ | Marcatori | 27’ Zambrella 35’ Sio |

| Arbitro: | Carrell |

|                                          |           |                           |
| Puljić 5’ Ferreira 36’ Gritti 74’ (aut.) | Marcatori | 42’ Lustrinelli 49’ Konan |

| Arbitro: | Klossner |

|  |           |             |
|  | Marcatori | 65’ Mehmedi |

| Arbitro: | Prammer |

|                     |           |  |
| Huggel 39’ Frei 89’ | Marcatori |  |

| Arbitro: | Laperrière |

|                 |           |                                             |
| Lustrinelli 45’ | Marcatori | 15’ Owona 80’ (rig.) Scarione 86’ Regazzoni |

| Arbitro: | Hänni |

|           |           |           |
| Conti 61’ | Marcatori | 85’ Gohou |

| Arbitro: | Wermelinger |

|                                     |           |                   |
| Sanogo 21’ Neumayr 37’ Taljević 65’ | Marcatori | 63’ (aut.) Bättig |

| Arbitro: | Klossner |

|                    |           |  |
| Feltscher 20’, 63’ | Marcatori |  |

### Spareggio promozione-retrocessione
| Arbitro: | Bieri |

|           |           |  |
| Pergl 88’ | Marcatori |  |

| Arbitro: | Hänni |

|                                 |           |                 |
| de Azevedo 11’ Baumann 45’, 56’ | Marcatori | 69’ Lustrinelli |

### Coppa Svizzera
| 18 settembre 2010, ore 16:00 CEST Primo turno | Seefeld | 1 – 3 | Bellinzona |  |

| 16 ottobre 2010, ore 18:00 CEST Secondo turno | Losanna | 0 – 2 | Bellinzona |  |

| 21 novembre 2010, ore 15:00 CET Ottavi di finale | Neuchâtel Xamax | 1 – 0 | Bellinzona |  |

## Statistiche

### Statistiche di squadra
| Competizione                       | Punti | In casa | In casa | In casa | In casa | In casa | In casa | In trasferta | In trasferta | In trasferta | In trasferta | In trasferta | In trasferta | Totale | Totale | Totale | Totale | Totale | Totale | DR  |
| Competizione                       | Punti | G       | V       | N       | P       | Gf      | Gs      | G            | V            | N            | P            | Gf           | Gs           | G      | V      | N      | P      | Gf     | Gs     | DR  |
| ---------------------------------- | ----- | ------- | ------- | ------- | ------- | ------- | ------- | ------------ | ------------ | ------------ | ------------ | ------------ | ------------ | ------ | ------ | ------ | ------ | ------ | ------ | --- |
| Super League                       | 32    | 18      | 4       | 6       | 8       | 21      | 34      | 18           | 3            | 5            | 10           | 21           | 41           | 36     | 7      | 11     | 18     | 42     | 75     | -33 |
| Spareggio promozione-retrocessione | -     | 1       | 1       | 0       | 0       | 1       | 0       | 1            | 0            | 0            | 1            | 1            | 3            | 2      | 1      | 0      | 1      | 2      | 3      | -1  |
| Coppa Svizzera                     | -     | 0       | 0       | 0       | 0       | 0       | 0       | 3            | 2            | 0            | 1            | 5            | 2            | 3      | 2      | 0      | 1      | 5      | 2      | +3  |
| Totale                             | 32    | 19      | 5       | 6       | 8       | 22      | 34      | 22           | 5            | 5            | 12           | 27           | 46           | 41     | 10     | 11     | 20     | 49     | 80     | -31 |

### Andamento in campionato
| Giornata  | 1 | 2  | 3 | 4 | 5 | 6 | 7 | 8 | 9 | 10 | 11 | 12 | 13 | 14 | 15 | 16 | 17 | 18 | 19 | 20 | 21 | 22 | 23 | 24 | 25 | 26 | 27 | 28 | 29 | 30 | 31 | 32 | 33 | 34 | 35 | 36 |
| --------- | - | -- | - | - | - | - | - | - | - | -- | -- | -- | -- | -- | -- | -- | -- | -- | -- | -- | -- | -- | -- | -- | -- | -- | -- | -- | -- | -- | -- | -- | -- | -- | -- | -- |
| Luogo     | C | T  | C | C | T | T | C | T | C | T  | C  | T  | T  | C  | C  | T  | C  | T  | C  | T  | C  | T  | T  | C  | T  | T  | C  | T  | C  | T  | C  | T  | C  | C  | T  | C  |
| Risultato | P | P  | V | V | N | V | N | P | N | N  | P  | N  | P  | P  | N  | V  | P  | N  | P  | P  | V  | P  | V  | P  | P  | N  | N  | P  | N  | P  | P  | P  | P  | N  | P  | V  |
| Posizione | 9 | 10 | 6 | 6 | 6 | 4 | 6 | 6 | 7 | 7  | 7  | 8  | 8  | 8  | 9  | 7  | 8  | 7  | 8  | 9  | 8  | 8  | 7  | 7  | 7  | 7  | 7  | 7  | 7  | 8  | 9  | 9  | 10 | 10 | 10 | 9  |

Legenda:

Luogo: C = Casa; T = Trasferta. Risultato: V = Vittoria; N = Pareggio; P = Sconfitta.

### Statistiche dei giocatori
| Giocatore       | Barrage Super League | Barrage Super League | Barrage Super League | Barrage Super League | Super League | Super League | Super League | Super League | Totale   | Totale | Totale      | Totale     |
| Giocatore       | Presenze             | Reti                 | Ammonizioni          | Espulsioni           | Presenze     | Reti         | Ammonizioni  | Espulsioni   | Presenze | Reti   | Ammonizioni | Espulsioni |
| --------------- | -------------------- | -------------------- | -------------------- | -------------------- | ------------ | ------------ | ------------ | ------------ | -------- | ------ | ----------- | ---------- |
| B. Banković     | 0                    | 0                    | 0                    | 0                    | 6            | 0            | 1            | 0            | 6        | 0      | 1           | 0          |
| S. Barras       | 2                    | 0                    | 1                    | 0                    | 18           | 0            | 4            | 0            | 20       | 0      | 5           | 0          |
| P. Carbone      | 0                    | 0                    | 0                    | 0                    | 0            | 0            | 0            | 0            | 0        | 0      | 0           | 0          |
| M. Ciaramitaro  | 0                    | 0                    | 0                    | 0                    | 0            | 0            | 0            | 0            | 0        | 0      | 0           | 0          |
| A. Ciarrocchi   | 1                    | 0                    | 0                    | 0                    | 20           | 1            | 4            | 0            | 21       | 1      | 4           | 0          |
| A. Conti        | 2                    | 0                    | 0                    | 0                    | 16           | 2            | 3            | 0            | 18       | 2      | 3           | 0          |
| A. Diana        | 2                    | 0                    | 1                    | 0                    | 16           | 0            | 5            | 0            | 18       | 0      | 6           | 0          |
| D. Diarra       | 2                    | 0                    | 1                    | 0                    | 33           | 4            | 8            | 0            | 35       | 4      | 9           | 0          |
| C. Djiami       | 0                    | 0                    | 0                    | 0                    | 2            | 0            | 1            | 0            | 2        | 0      | 1           | 0          |
| M. Edusei       | 2                    | 0                    | 1                    | 0                    | 32           | 1            | 5            | 0            | 34       | 1      | 6           | 0          |
| F. Feltscher    | 2                    | 1                    | 2                    | 0                    | 34           | 6            | 5            | 0            | 36       | 7      | 7           | 0          |
| M. Gritti       | 2                    | 0                    | 0                    | 0                    | 30           | 0            | 0            | 0            | 32       | 0      | 0           | 0          |
| Y. Hima         | 1                    | 0                    | 0                    | 0                    | 0            | 0            | 0            | 0            | 1        | 0      | 0           | 0          |
| I. Kalu         | 0                    | 0                    | 0                    | 0                    | 0            | 0            | 0            | 0            | 0        | 0      | 0           | 0          |
| P. Kasami       | 2                    | 0                    | 1                    | 0                    | 0            | 0            | 0            | 0            | 2        | 0      | 1           | 0          |
| A. Konan        | 0                    | 0                    | 0                    | 0                    | 16           | 2            | 2            | 0            | 16       | 2      | 2           | 0          |
| I. Lima         | 2                    | 0                    | 1                    | 0                    | 19           | 0            | 7            | 0            | 21       | 0      | 8           | 0          |
| M. Lustrinelli  | 0                    | 0                    | 0                    | 0                    | 30           | 14           | 9            | 0            | 30       | 14     | 9           | 0          |
| A. Mangiarratti | 1                    | 0                    | 0                    | 0                    | 25           | 0            | 1            | 0            | 26       | 0      | 1           | 0          |
| S. Mattila      | 0                    | 0                    | 0                    | 0                    | 25           | 1            | 9            | 1            | 25       | 1      | 9           | 1          |
| G. Mehmeti      | 0                    | 0                    | 0                    | 0                    | 0            | 0            | 0            | 0            | 0        | 0      | 0           | 0          |
| D. Mihajlović   | 0                    | 0                    | 0                    | 0                    | 26           | 2            | 4            | 0            | 26       | 2      | 4           | 0          |
| H. Mihoubi      | 2                    | 1                    | 1                    | 0                    | 19           | 1            | 9            | 0            | 21       | 2      | 10          | 0          |
| I. Mijatovic    | 0                    | 0                    | 0                    | 0                    | 0            | 0            | 0            | 0            | 0        | 0      | 0           | 0          |
| P. Pergl        | 0                    | 0                    | 0                    | 0                    | 24           | 0            | 9            | 2            | 24       | 0      | 9           | 2          |
| A. Raso         | 0                    | 0                    | 0                    | 0                    | 20           | 1            | 1            | 0            | 20       | 1      | 1           | 0          |
| M. Rivera       | 1                    | 0                    | 0                    | 0                    | 4            | 0            | 0            | 0            | 5        | 0      | 0           | 0          |
| I. Rocca        | 2                    | 0                    | 1                    | 0                    | 12           | 0            | 2            | 0            | 14       | 0      | 3           | 0          |
| F. Rossini      | 0                    | 0                    | 0                    | 0                    | 0            | 0            | 0            | 0            | 0        | 0      | 0           | 0          |
| G. Sermeter     | 0                    | 0                    | 0                    | 0                    | 24           | 3            | 1            | 0            | 24       | 3      | 1           | 0          |
| D. Sugar        | 0                    | 0                    | 0                    | 0                    | 0            | 0            | 0            | 0            | 0        | 0      | 0           | 0          |
| V. Taulo        | 0                    | 0                    | 0                    | 0                    | 3            | 0            | 1            | 0            | 3        | 0      | 1           | 0          |
| J. Thiesson     | 2                    | 0                    | 0                    | 0                    | 33           | 1            | 8            | 0            | 35       | 1      | 8           | 0          |
| A. Wahab        | 0                    | 0                    | 0                    | 0                    | 9            | 0            | 3            | 0            | 9        | 0      | 3           | 0          |
| C. Zotti        | 0                    | 0                    | 0                    | 0                    | 7            | 0            | 1            | 0            | 7        | 0      | 1           | 0          |
| I. Đurić        | 0                    | 0                    | 0                    | 0                    | 0            | 0            | 0            | 0            | 0        | 0      | 0           | 0          |